# Friederichs (Karosseriebauunternehmen)

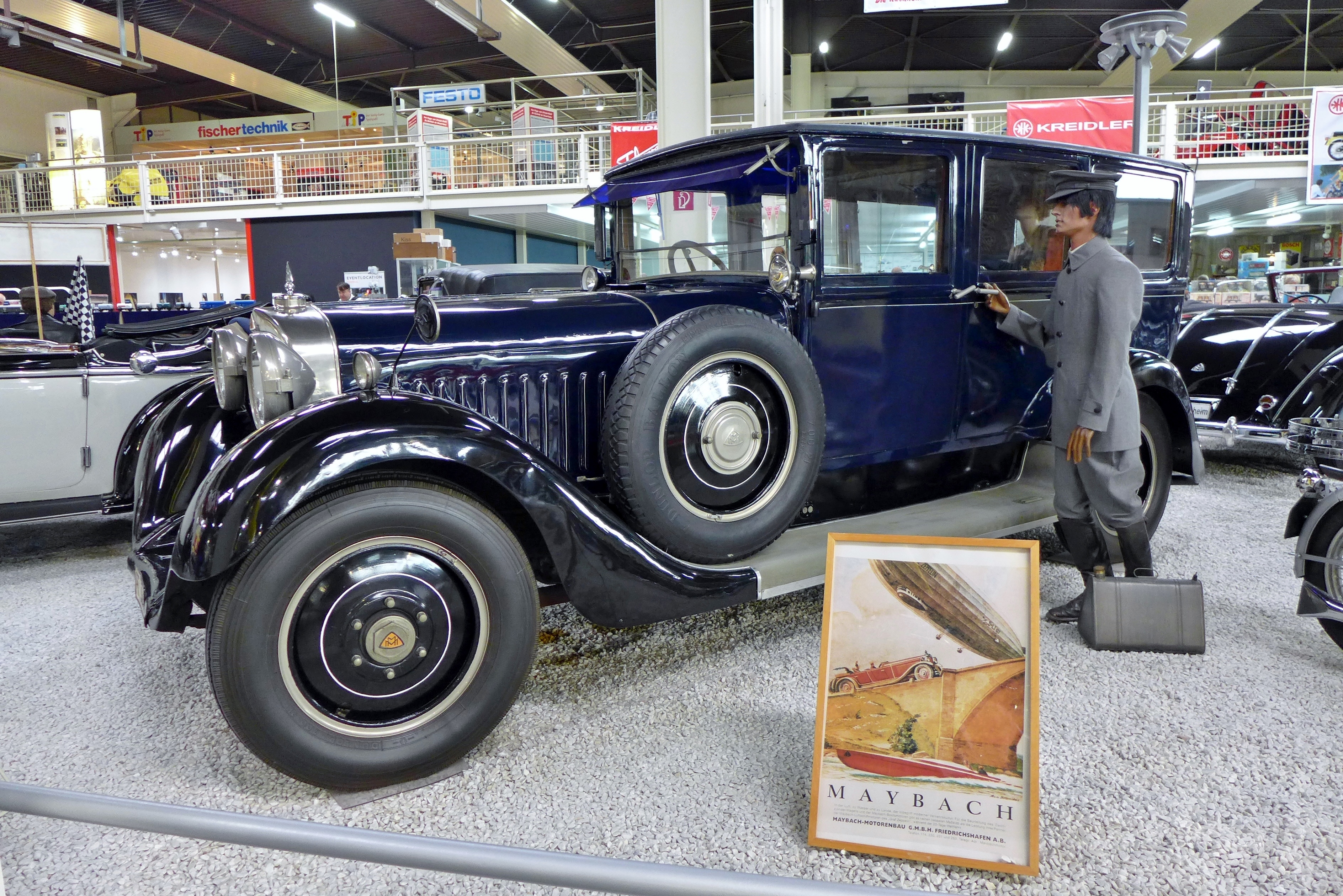
Der vermutlich älteste erhaltene Maybach, ein Maybach W5 von 1926, im Auto- und Technikmuseum Sinsheim

Friederichs ist ein deutscher Hersteller von Karosserien und Sonderfahrzeugen in Frankfurt am Main.

## Geschichte
Heinrich Ludwig Friederichs gründete am 1. Juli 1840 an der Großen Bockenheimer Straße in der Frankfurter Innenstadt einen Betrieb zur Herstellung von Kutschen.
Ab 1900 leiteten seine Söhne Heinrich und Rudolf Friederichs das Unternehmen. Sie konzentrierten sich ganz auf die Konstruktion von Automobil-Karosserien. Heinrich Friederichs erhielt das erste Patent in Deutschland für eine Cabriolet-Karosserie zuerkannt. Friederichs wurde Hoflieferant des Großherzogs von Luxemburg. Bis zum Zweiten Weltkrieg baute das Unternehmen Aufbauten für Personenkraftwagen auf Chassis von Maybach, Benz, Daimler, Packard, der Adlerwerke, von Horch und LaSalle. Der älteste noch fahrbereite Maybach W5, von Friederichs karossiert, ist im Auto- und Technikmuseum Sinsheim ausgestellt.
Noch vor dem Krieg begann Friederichs mit dem Bau von Aufbauten für Nutzfahrzeuge.

## Produkte
Friederichs ist heute in zwei Betriebsstätten in Frankfurt am Main im Fahrzeugneubau und in der Unfallinstandsetzung von Pkw, Lkw, Omnibussen und Sonderfahrzeugen tätig. Überwiegend für den Export werden Geldtransporter, Polizei- und Ambulanzfahrzeuge, gepanzerte Limousinen, Laborwagen, Feuerwehr-, Kommunal- und Flugfeld-Fahrzeuge produziert.

## Heinz und Gisela Friederichs Stiftung
Am Todestag von Heinz Friederichs, dem Urenkel des Firmengründers, im Jahr 1991 wurde die „Heinz und Gisela Friederichs Stiftung“ gegründet. Die Stiftung ist alleiniger Gesellschafter der Carl Friederichs GmbH und fördert Kunst, Kultur und den Nachwuchs im Karosseriebauhandwerk.